# Фабр, Люсьен
 Люсьен Фабр  (фр. Lucien Fabre; 14 февраля 1889, Памплон — 26 ноября 1952) — французский писатель, инженер по специальности.

## Творчество
Первая книга Фабра «Connaissance de la Déesse» (1920), была создана под очевидным влиянием Поля Валери, и представляет собой сборник изысканных по форме стихов на философские темы, выражающих стремление к иррациональному. Самое значительное произведение Фабра — роман-трилогия «Rabevel ou le mal des artents» (1923), «La jeunesse de Rabevel», «Le financier Rabevel», «La fin de Rabevel», где автор бурному и тёмному миру финансовых афер противопоставлял успокоение в религии, патриархальный быт старых дворянских усадеб, полный в его глазах мира и покоя. Роман изобилует натуралистическими подробностями и эротическими сценами. Консерватизм Фабра и его приверженность к католицизму ярко отразились в крайне тенденциозном романе «La Tarramagnou» (Человек с земли, 1925) — о жизни деревни, разоряемой ловкими дельцами. Здесь он стремится показать гибельность каких-либо революционных действий. Роман проникнут свойственным Фабру духом религиозного мистицизма.

## Премии
- Гонкуровская премия за «Рабвель, или Боль пылающих» (1923)